# Betty Kalanga
Pour les articles homonymes, voir Kalanga.
Betty Kalanga Tshiniangu, née le 5 janvier 1987 à Kinshasa, est une joueuse congolaise (RDC) de basket-ball évoluant au poste d'ailier fort.

## Carrière
Betty Kalanga est finaliste du Championnat d'Afrique féminin de basket-ball des 18 ans et moins en 2004.
Elle participe avec la République démocratique du Congo au championnat d'Afrique 2019, terminant à la sixième place.
Elle évolue en club avec les Hussein Dey Marines en Algérie.